# Ctenotus grandis
Ctenotus grandis este o specie de șopârle din genul Ctenotus, familia Scincidae, descrisă de Storr 1969.

## Subspecii
Această specie cuprinde următoarele subspecii:
- C. g. grandis
- C. g. titan